# タルラー・バンクヘッド
タルラー・バンクヘッド（本名：Tallulah Brockman Bankhead、1902年1月31日 – 1968年12月12日）は、アメリカ合衆国の女優。トークショウの俳優だけでなく美食家でもあった。

## 人物・キャリア
アラバマ州ハンツビル生まれ。父は政治家のウィリアム・ブロックマン・バンクヘッドで、母はアデレード・ユージニア・バンクヘッド(旧姓：Sledge) 、タルラーという名は父方の祖母の名から取られた。
タルラーの母ユージニアは敗血症のため、彼女が生まれてから数日後の1902年2月23日に亡くなった。
タルラーは自身をぽっちゃりした『とても家庭的な子』で、遺伝性の気管支炎のため声がしわがれがちだとした 一方、人々は彼女を目立ちたがり屋な子だと評した。
バンクヘッド家は民主党の有力なメンバーで、彼女の父親は1936年から1940年までアメリカ合衆国下院議長だった。おじは  w:John H. Bankhead II上院議員で、祖父は w:John H. Bankhead上院議員。彼女自身も民主党員だが、家族よりリベラル色が強かった。
バンクヘッド家はタルラーからトラブルを避けるために、彼女をさまざまな学校へ送ったことがあり、カトリック系女子修道院に1年間在籍していたこともあった。(ただしウィリアムは メソジストで アデレード・ユージニアは 米国聖公会の信者だった)
母親が死んでから、タルラーは黒人女性の乳母によって育てられた。後、ホワイトハウスに招待された時、タルラーは「母親同伴」ということで、この黒人女性を伴ってホワイトハウスに入った。これが、史上はじめて黒人がホワイトハウスに入った瞬間であった。
15歳の時に雑誌の美人コンテストに入賞し、ニューヨークに移る。
晩年、タルーラはニューヨーク市の St. Luke's Hospital で、インフルエンザによる肺炎にかかり、それが肺気腫へと悪化し、「コデイン … バーボン」と言い残して、1968年12月12日66歳で亡くなった。遺体はメリーランド州チェスタータウンの Saint Paul's Churchyardに埋葬された。
死後、映画産業への貢献への感謝が認められ、ハリウッド・ウォーク・オブ・フェーム6141 Hollywood Blvdにスターが上がった。

## 出演作品

### 映画・テレビドラマ
| 映画       | 映画                                            | 映画                   | 映画                 |
| 公開年     | 作品名                                          | 役                     | 備考                 |
| ---------- | ----------------------------------------------- | ---------------------- | -------------------- |
| 1918       | Who Loved Him Best?                             | ネル                   | 別題 His Inspiration |
| 1918       | When Men Betray                                 | アリス・エドワーズ     | クレジットなし       |
| 1918       | Thirty a Week                                   | バーバラ・ライト       | クレジットなし       |
| 1919       | 北国の掟 The Trap                               | ヘレン・カーソン       | 別題：A Woman's Law  |
| 1928       | His House in Order                              | ニーナ・グレアム       |                      |
| 1931       | 心を汚されし女 Tarnished Lady                   | ナンシー・コートニー   |                      |
| 1931       | 私の罪 My Sin                                   | シャーロッタ／アン     |                      |
| 1931       | The Cheat                                       | エルザ・カーライル     |                      |
| 1932       | 地下の雷鳴 Thunder Below                        | スーザン               |                      |
| 1932       | Make Me a Star                                  | 本人                   |                      |
| 1932       | 悪魔と深海 Devil and the Deep                   | ダイアナ               |                      |
| 1932       | Faithless                                       | キャロル・モーガン     |                      |
| 1933       | Hollywood on Parade No. A-6                     | 本人                   | 短編                 |
| 1943       | ステージドア・キャンティーン Stage Door Canteen | 本人                   |                      |
| 1944       | 救命艇 Lifeboat                                 | コニー                 |                      |
| 1945       | ロイヤル・スキャンダル A Royal Scandal          | エカチェリーナ2世      | 別題: Czarina        |
| 1953       | ブロードウェイへの道 Main Street to Broadway    | 本人                   |                      |
| 1959       | The Boy Who Wanted a Melephant                  | ナレーター             | 短編作品             |
| 1965       | Die! Die! My Darling                            | Mrs. Trefoile          | 別題：Fanatic        |
| 1966       | アンデルセン物語 The Daydreamer                 | The Sea Witch          | 音声のみ             |
| テレビ番組 |                                                 |                        |                      |
| 出演年     | 作品名                                          | 役                     | 備考                 |
| 1952-1953  | All Star Revue                                  | 本人                   | 7話分出演            |
| 1954       | The Colgate Comedy Hour                         | 本人                   | 1話分出演            |
| 1954-1962  | The United States Steel Hour                    | ヘッダ・ガブラー       | 2話分出演            |
| 1957       | Schlitz Playhouse of Stars                      |                        | 1話分出演            |
| 1957       | General Electric Theater                        | キャサリン・ベルモント | 1話分出演            |
| 1957       | The Lucy-Desi Comedy Hour                       | 本人                   | 1話分出演            |
| 1965       | The Red Skelton Show                            | Mme. Fragrant          | 1話分出演            |
| 1967       | バットマン Batman                               | ブラック・ウィドー     | 2話分出演            |

### 舞台
- The Squab Farm (1918年3月13日 - 4月) (ブロードウェイ)
- 39 East (1919年3月31日 - 最終公演日不明) (コンスタンス・ビニー（英語版）降板後からen:Actors' Equity Associationストライキによる中止日までの6公演に代役として出演) (ブロードウェイ)
- Footloose (1920年5月20日 - 6月) (ブロードウェイ)
- Nice People (1921年3月2日 - 6月) (ブロードウェイ)
- Everyday (1921年11月16日 - 1922年1月) (ブロードウェイ)
- Sleeping Partners (1922年6月11日) (ボルチモア)
- Good Gracious, Annabelle (1922年6月20日) (ボルチモア)
- Danger (1921年12月22日 - 1922年2月) (キャサリン・マクドネルの病気による降板から回復までの2週間代役) (ブロードウェイ)
- Her Temporary Husband (1922年8月31日 -11月) (コネチカット州スタンフォード)。ブロードウェイでの初演後に当たる1922年5月の試験興行の間にキャスト変更。)
- The Exciters (1922年9月22日 - 10月) (ブロードウェイ)
- The Dancers (1923年2月15日 - 最終公演日不明) (ロンドン)
- Conchita (1924年3月19日 - 最終公演日不明) (ロンドン)
- This Marriage (1924年5月15日 - 最終公演日不明) (ロンドン)
- The Creaking Chair (1924年7月22日 - 最終公演日不明)(ロンドン)
- 落ちた天使 Fallen Angels (1925年4月21日 - 最終公演日不明) (ロンドン)
- The Green Hat (1925年9月2日 - 最終公演日不明) (ロンドン)
- Scotch Mist (1926年1月26日 - 最終公演日不明)(ロンドン)
- They Knew What They Wanted (1926年5月18日 - 最終公演日不明) (ロンドン)
- The Gold Diggers (1926年12月14日 - 最終公演日不明)(ロンドン)
- The Garden of Eden (1927年5月30日 - 最終公演日不明) (ロンドン)
- Blackmail (1928年2月28日 - 最終公演日不明) (ロンドン)
- Mud and Treacle (1928年5月9日 - 最終公演日不明) (ロンドン)
- Her Cardboard Lover (1928年8月21日 - 最終公演日不明) (ロンドン・スコットランド)
- He's Mine (1929年10月29日 - 最終公演日不明) (ロンドン)
- 椿姫 The Lady of the Camellias (1930年5月5日 - 最終公演日不明) (ロンドン)
- Let Us Be Gay (1930年8月18日 - 最終公演日不明) (ロンドン)
- Forsaking All Others (1933年3月1日 - 6月) (ブロードウェイ)
- Dark Victory (1934年11月7日 - 12月) (ブロードウェイ)
- Rain (1935年2月12日 - 3月) (ブロードウェイ、リバイバル上演)
- Something Gay (1935年4月29日 - 7月) (ブロードウェイ)
- Reflected Glory (1936年9月21日 - 1937年1月)(ブロードウェイ)
- アントニーとクレオパトラ Antony and Cleopatra (1937年11月10日-14日) (ブロードウェイ)
- The Circle (1938年4月18日 - 6月) (ブロードウェイ)
- I Am Different (1938年8月18日 - 最終公演日不明) (サンディエゴで開催され、試験興行期間中に終演)
- 子狐たち The Little Foxes (1939年2月15日 - 1940年2月3日)(ブロードウェイ)
- The Second Mrs Tanqueray (1940年7月1日) (ニュージャージー州メープルウッド)
- Her Cardboard Lover (1941年6月30日) (ウエストポート)
- クラッシュ・バイ・ナイト　Clash by Night (1941年12月27日 - 1942年2月7日) (ブロードウェイ)
- 危機一髪 The Skin of Our Teeth (1942年11月18日 - 1943年9月25日) (229演をもって降板した後の代役はミリアム・ホプキンス) (ブロードウェイ)
- Private Lives (June 19, 1944) (コネチカット州スタンフォード)
- Foolish Notion (1945年3月13日 - 1月9日) (ブロードウェイ)
- 双頭の鷲 The Eagle Has Two Heads (1947年3月19日 - 4月12日) (ブロードウェイ)
- 私生活 Private Lives (1948年10月4日 - 1949年5月7日) (ブロードウェイ、リバイバル上演)
- Dear Charles (1954年9月15日 - 1955年1月29日) (ブロードウェイ)
- 欲望という名の電車 A Streetcar Named Desire (1956年2月15日 - 2月26日) (ニューヨーク・シティ・センター、リバイバル上演)
- ジークフリード・フォーリーズ Ziegfeld Follies (1956年4月16日 - 最終公演日不明) (ボストンにて初演,試験興行期間中に終演。Welcome Darlingsと改題してウエストポートで一夜限りの公演)
- The Ambassadors (1957年1月30日 - 2月9日) (ブロードウェイ)
- House on the Rocks (1958年6月) (巡業)
- Crazy October (1958年10月8日 - 最終公演日不明) (初演はコネティカット州ニューヘイヴン, 試験興行のため、サンディエゴで最終公演)
- Craig's Wife (1960年6月30日に、ニューヨーク州ナイアックで上演)
- Midgie Purvis (1961年2月1日-18日) (ブロードウェイ)
- Here Today (1962年6月) (巡業)
- 牛乳列車はもう止まらない The Milk Train Doesn't Stop Here Anymore (1964年1月1日 - 4日) (ブロードウェイ)
- Glad Tidings (1964年6月) (巡業)